# Abgehauen
Abgehauen ist ein deutscher dokumentarischer Fernsehfilm von Frank Beyer aus dem Jahr 1998. Nach Tonbandaufzeichnungen und Tagebüchern des Schauspielers Manfred Krug schildert er tatsächliche Ereignisse, die auf die Ausbürgerung des Liedermachers Wolf Biermann aus der DDR folgten.

## Handlung
Am 20. November 1976, drei Tage nach der Ausbürgerung Wolf Biermanns, versammelt sich eine Gruppe von Intellektuellen und Künstlern im Haus von Manfred Krug, um mit hochrangigen Funktionären der SED zu diskutieren. Die Gruppe besteht aus den Unterzeichnern eines Protestschreibens an das Politbüro der SED, die die Rücknahme der Ausbürgerung verlangen. Zu ihr gehören Schriftsteller wie Jurek Becker, Christa Wolf, Stephan Hermlin, Stefan Heym und Heiner Müller, Schauspieler wie Hilmar Thate und Angelica Domröse und weitere, bekannte Kulturschaffende aus der DDR, darunter mit Frank Beyer und Ulrich Plenzdorf auch der Regisseur und der Drehbuchautor des Films. Dessen erster Teil dokumentiert die Diskussion im Hause Manfred Krugs, die dieser heimlich mit einem Tonbandgerät aufgenommen hat: Der hochrangige Parteisekretär Werner Lamberz und seine Begleiter wollen in dem Gespräch die Distanzierung der Gruppe von ihrer eigenen Petition erreichen, die – durch Westmedien verbreitet – in der DDR mittlerweile hohe Wellen schlägt.
Der zweite Teil des Films handelt von den Folgen, die das Schreiben für das Leben der Unterzeichner hatte – exemplarisch dargestellt an den Erlebnissen Manfred Krugs. Er wird nach der Diskussion und der Weigerung, seine Unterschrift unter das Schreiben zurückzuziehen, mit einem inoffiziellen Berufsverbot belegt. Er beschließt daher, mit seiner Familie einen Ausreiseantrag zu stellen. Damit beginnt ein wochenlanger Psychokrieg des Staates gegen Krugs Familie, der schließlich mit deren Ausreise nach West-Berlin endet.

## Kritiken
- Lexikon des internationalen Films: Ein intensiver, zwischen Dokument und behutsamer Inszenierung angesiedelter Fernseh-Film, der sich ganz auf die wortreichen Debatten und Auseinandersetzungen konzentriert und bei wenig äußerer Aktion ein hohes Maß an Aufmerksamkeit für die Vielzahl von wichtigen Informationen und Tatsachen voraussetzt. Erst ganz zum Ende erlauben sich Frank Beyer und Manfred Krug einen emotionalisierenden, sehr anrührenden privaten Kommentar zur ansonsten sachlich-lakonischen Aufbereitung dieses wichtigen deutsch-deutschen Kapitels.[1]

## Auszeichnungen
Frank Beyer wurde für seinen Film 1999 mit dem Adolf-Grimme-Preis ausgezeichnet.